# Kaple svatého Rostislava (Brtnice)
Kaple svatého Rostislava je malá pravoslavná kaple v Brtnici v okrese Jihlava.

## Historie
Kapli vystavěl pravoslavný věřící Rostislav Zdeněk Vyoral, jednak jako jakousi rodinnou kapli, jednak jako místo, kde by příchozí měli možnost ztišení a modlitby. Ikonografickou výzdobu kaple provedl makedonský ikonopisec Blagojche Petrovski, přičemž v ní akcentoval pravoslavnou tradici v prostoru někdejší Velké Moravy. Velkomoravské tradici odpovídá i zasvěcení kaple knížeti Rostislavovi, kterého pravoslavná církev uctívá jako světce.
V sobotu 5. července 2025 kapli vysvětil biskup olomoucko-brněnský, vladyka Izaiáš (Slaninka) a zároveň ke kapli ustanovil nižšího duchovního (hypodiakona) s pověřením konat zde pravidelné pobožnosti. Územně kaple náleží k Pravoslavné církevní obci v Jihlavě.

## Architektura
Kaple byla vystavěna v poměrně malém prostoru mezi bývalým klášterem římsko-katolického řádu paulánů a obytnou zástavbou Valdštejnské ulice. Přízemí je tvořeno otevřeným prostorem pro ztišení, samotná kaple se nachází v patře a je přístupná po vnějším schodišti. Interiér je obdélný, orientovaný přibližně k východu, oltářní prostor je tvořen pouze malou apsidou, která je celá vyplněná prestolem. Celá plocha vnitřních stěn je vyplněna ikonografickou výmalbou (rozpisem ikon). Kaple se nachází v památkové zóně města Brtnice, je proto navržena tak, aby jí nenarušovala, nýbrž přirozeně doplňovala.¨
Lze říci, že typově je blízká menším kaplím, známým z církevní terminologie jako časovňa, určeným primárně pro modlitbu církevních hodinek a dalších komornějších pobožností, i když slavení plné Liturgie je zde možné taky.